# 山崎敬
山崎 敬（やまざき たかし、1921年1月6日 - 2007年2月2日）は日本の植物学者である。
小田原で生まれ、横浜で育つ。旧制新潟高校を経て、1944年に東京帝国大学を卒業した。植物分類学の本田正次の研究室で研究を続けた。1954年から東京大学講師、1972年から東京大学付属植物園助教授、1980年、教授。
1960年代にブータンでの現地調査や、小笠原諸島の学術調査に参加した。ゴマノハグサ科、ツツジ科などの分類群を研究し、早田文蔵の残したインドシナ採集標本の整理をすすめた。
1987年から1988年の間、日本植物分類学会の会長を務めた。

## 著書
- 山崎敬（編集）:フィールド版 『日本の高山植物』 平凡社 1985年06月
- 岩槻邦男／山崎敬／D.E.Boufford／大場秀章・編著: "Flora of Japan（volume 3a）　講談社